# 孟加拉夏令時間
孟加拉国的夏令时间，孟加拉全国为UTC+06:00地区，2009年，为节省电力并缓解能源短缺，实施UTC+07:00夏令时。该次夏令时于当地时间6月20日（周六）00:00开始，全国时钟拨快一小时，12月31日（周四
）23:00结束。